# ABU Radio Song Festival
L'ABU Radio Song Festival è una delle due competizioni canore dell'ABU Song Festival, organizzata ogni anno dall'Asia-Pacific Broadcasting Union a partire dal 2012.

## Partecipazioni
| Anno | Paesi debuttanti |
| ---- | --- |
| 2012 | Australia · Bhutan · Brunei · Indonesia · Iran · Malaysia · Pakistan · Singapore · Corea del Sud · Vanuatu · Vietnam |
| 2014 | Sri Lanka · Thailandia                                                                                               |
| 2015 | Birmania · Maldive                                                                                                   |
| 2016 | Cina · Cina · Nepal · Romania · Turkmenistan                                                                         |

## Vincitori
| Anno | Vincitore           | Lingua              | Artista             | Canzone             | Data                | Luogo                           | Città                          |
| ---- | ------------------- | ------------------- | ------------------- | ------------------- | ------------------- | ------------------------------- | ------------------------------ |
| 2012 | Sud Corea           | Coreano             | Bily Acoustie       | For a rest          | 11 ottobre, 2012    | KBS Hall                        | Seul                           |
| 2014 |                     |                     |                     |                     | 23 maggio, 2014     | Stein Studios                   | Colombo                        |
| 2015 |                     |                     |                     |                     | 29 maggio, 2015     | National Theatre of Yangon      | Yangon                         |
| 2016 |                     |                     |                     |                     | 26 aprile, 2016     | China National Radio Auditorium | Pechino                        |
| 2017 | Edizione cancellata | Edizione cancellata | Edizione cancellata | Edizione cancellata | Edizione cancellata | Edizione cancellata             | Edizione cancellata            |
| 2018 |                     |                     |                     |                     | TBA                 | TBA                             | Kazakistan (città non svelata) |

### Vincitori per paese
| Vittorie | Paese     |
| -------- | --------- |
| 1        | Sud Corea |

## Paesi ospitanti
| Partecipazioni | Paesi         | Città   | Luogo                           | Anno |
| -------------- | ------------- | ------- | ------------------------------- | ---- |
| 1              | Corea del Sud | Seul    | KBS Hall                        | 2012 |
| 1              | Sri Lanka     | Colombo | Stein Studios                   | 2014 |
| 1              | Birmania      | Yangon  | National Theatre of Yangon      | 2015 |
| 1              | Cina          | Pechino | China National Radio Auditorium | 2016 |
| 1              | Kazakistan    | TBA     | TBA                             | 2018 |